# ارتش بیزانس
ارتش بیزانس اولین ارگان نظامی نیروهای مسلح بیزانس بود که در کنار نیروی دریایی بیزانس خدمت می‌کرد. این ارتش که ادامهٔ ارتش روم شرقی بود، از نظم و انضباط، قدرت استراتژیک و سازماندهی مشابهی برخوردار بود. این ارتش در بیشتر قرون وسطی یکی از تأثیرگذارترین ارتش‌های اوراسیای غربی بود. با گذشت زمان، جایگاه سواره نظام در ارتش بیزانس برجسته‌تر شد زیرا سیستم لژیون در اوایل قرن هفتم برچیده شد. در اصلاحات بعدی، برخی از تأثیرات ژرمن و آسیا  - نیروهایی که زمانی رقیب و دشمن بیزانس محسوب می‌شدند تبدیل به منبعی برای یگان‌های مزدور شدند. هون‌ها، کومن‌ها، آلان‌ها و (پس از نبرد ملازگرد) ترک‌ها، به تقاضای بیزانس به شیوه سواره سبک به مزدوری می‌پرداختند. پس‌ازآنکه ارتش بیزانس استراتژی‌اش را برپایهٔ استفاده از نیروهای شبه نظامی متمرکز کرد، پیاده‌نظام‌های سنگین نیز از مزدوران فرانکی و بعداً وارنگی به خدمت گرفته می‌شدند.